# Индонезија на Светском првенству у атлетици на отвореном 2023.
Индонезија је учествовала на 19. Светском првенству у атлетици на отвореном 2023. одржаном у Будимпешти од 19. до 27. августа осамнаести пут. Репрезентацију Индонезије представљала је 1 такмичарка која се такмичила у трци на 100 метара препоне. , 
На овом првенству такмичарка Индонезије није освојила ниједну медаљу, али је остварио најбољи резултат сезоне.

## Учесници
Жене: 
- Дина Аулиа — 100 м

## Резултати

### Жене
| Атлетичарка | Дисциплина    | Лични рекорд | Квалификације | Квалификације | Полуфинале            | Полуфинале            | Финале                | Финале  | Детаљи |
| Атлетичарка | Дисциплина    | Лични рекорд | Резултат      | Место         | Резултат              | Место                 | Резултат              | Место   | Детаљи |
| ----------- | ------------- | ------------ | ------------- | ------------- | --------------------- | --------------------- | --------------------- | ------- | ------ |
| Дина Аулиа  | 100 м препоне | 13,44        | 13,54         | 9. у гр. 3    | Није се квалификовала | Није се квалификовала | Није се квалификовала | 41 / 43 |        |